# (400418) 2008 CE78
(400418) 2008 CE78 es un asteroide perteneciente al cinturón de asteroides, región del sistema solar que se encuentra entre las órbitas de Marte y Júpiter, descubierto el 7 de febrero de 2008 por el equipo del Spacewatch desde el Observatorio Nacional de Kitt Peak, Arizona, Estados Unidos.

## Designación y nombre
Designado provisionalmente como 2008 CE78. 

## Características orbitales
2008 CE78 está situado a una distancia media del Sol de 2,592 ua, pudiendo alejarse hasta 3,307 ua y acercarse hasta 1,877 ua. Su excentricidad es 0,275 y la inclinación orbital 13,52 grados. Emplea 1524,71 días en completar una órbita alrededor del Sol.

## Características físicas
La magnitud absoluta de 2008 CE78 es 17,1. 